# Юлемісте (станція)

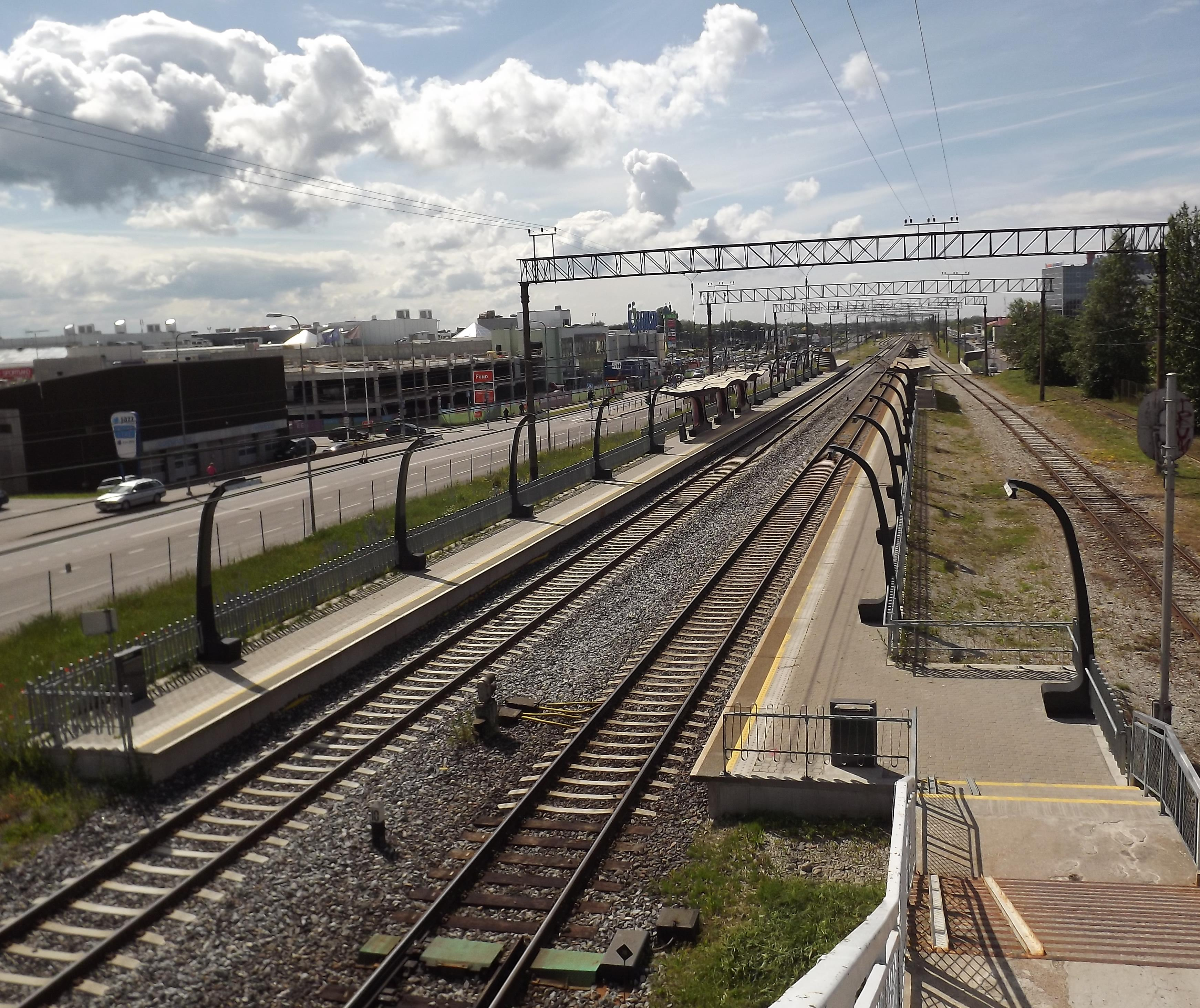
Залізнична станція Юлемісте, 2014

Залізнична станція Юлемісте — це залізнична станція в Таллінні поруч із транспортним вузлом Юлемісте, за 0,5 км на північний схід від озера Юлемісте.
Залізничний вокзал Юлемісте розташовано за 6,5 км від Балтійського вокзалу.

## Місце зупинки
Станція має дві платформи очікування висотою 550 мм для зупинки поїздів.
Усі електричні та дизельні поїзди Elron, що рухаються на схід, зупиняються на цій станції.

## Історія
Залізнична станція Юлемісте була побудована 1900 року під час будівництва вагонного заводу в Суур-Сиямяе. Будівля з вапняковими стінами не збереглася.
Пізніше від залізничного вокзалу Вески було побудовано вузькоколійну гілку станції Юлемісте.
У 1939 році на території нинішньої станції Юлемісте було завершено станцію для миття вагонів, яка використовувалась для миття як ширококолійних, так і вузькоколійних вагонів.
У 1930-х залізнична зупинка вже мала назву Ülemiste.
За часів окупації Естонії СРСР між коліями побудували зал очікування з касою та підігрівом, який знесли у 1990-х.
2011 року для виходу в зони очікування з вулиці побудували пішохідний тунель.

## Плани
Залізничний вокзал Юлемісте планується розбудувати до 2026 року, зробивши новим залізничним терміналом Rail Baltic. Таким чином, станція Юлемісте обслуговуватиме колію 1435 мм, а також російську колію 1520 мм.

## Фото

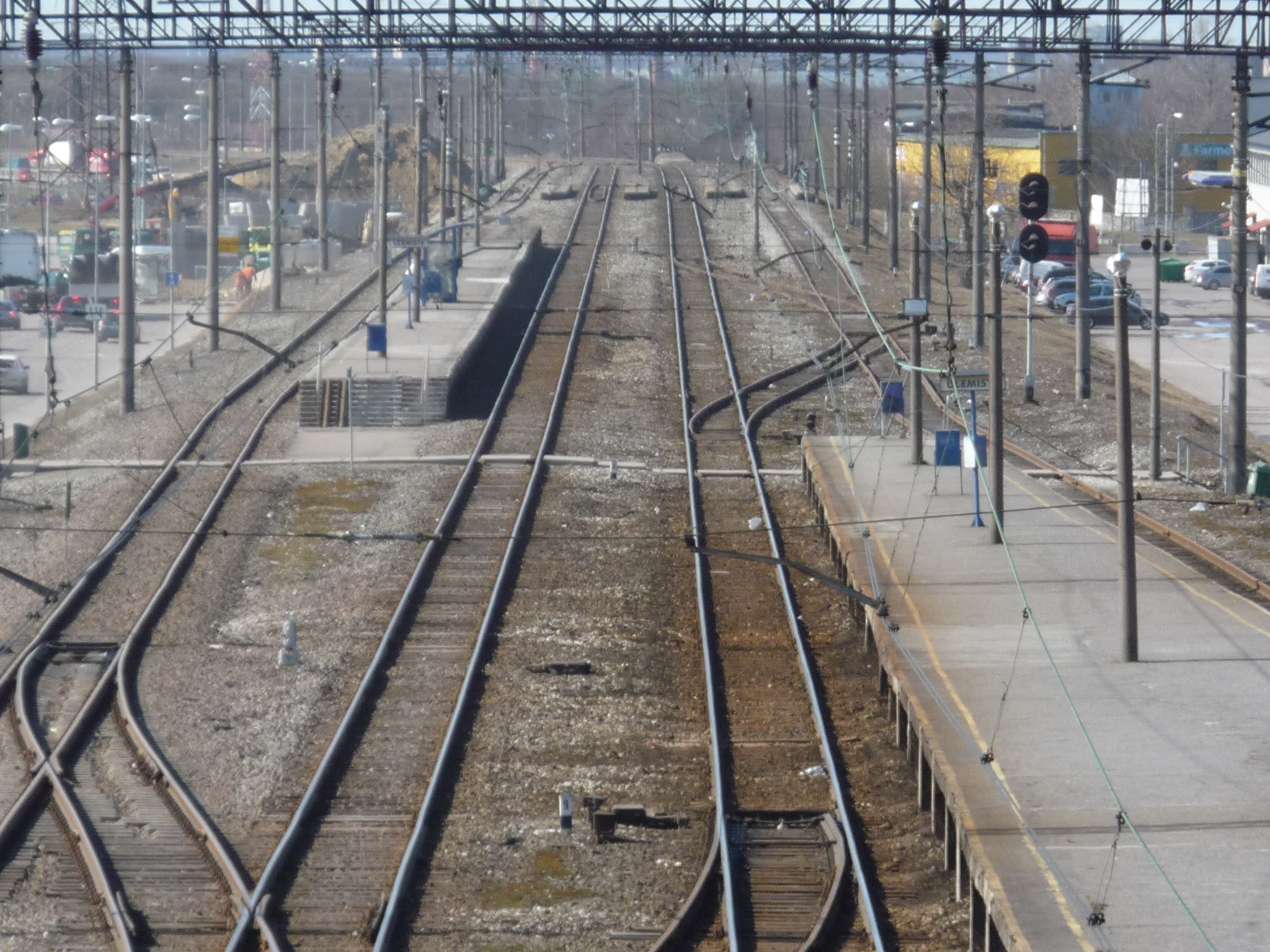
Залізнична станція Юлемісте у квітні 2009 року. Вид зі сходу
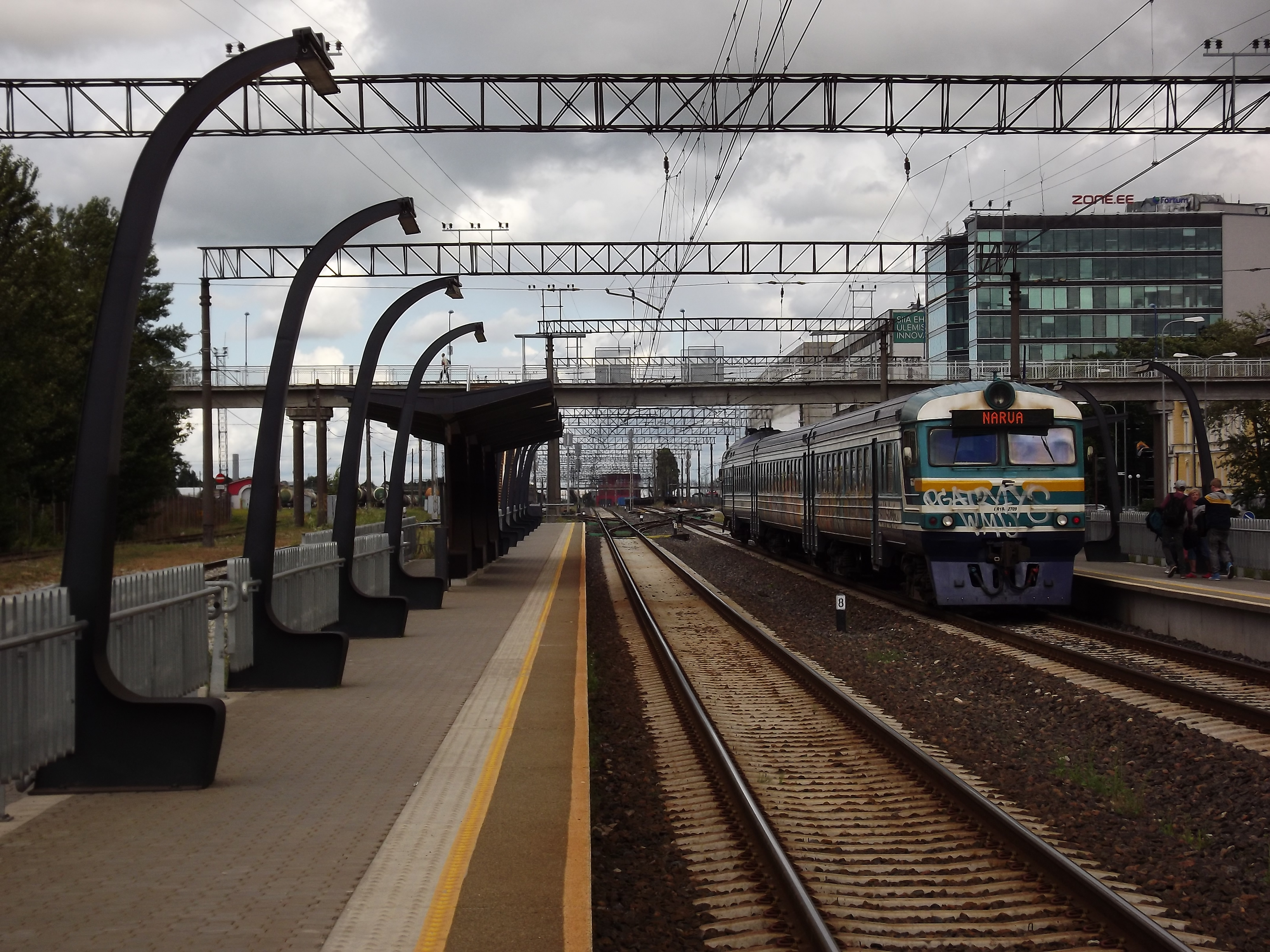
Південно-західний залізничний дизель-поїзд DR1
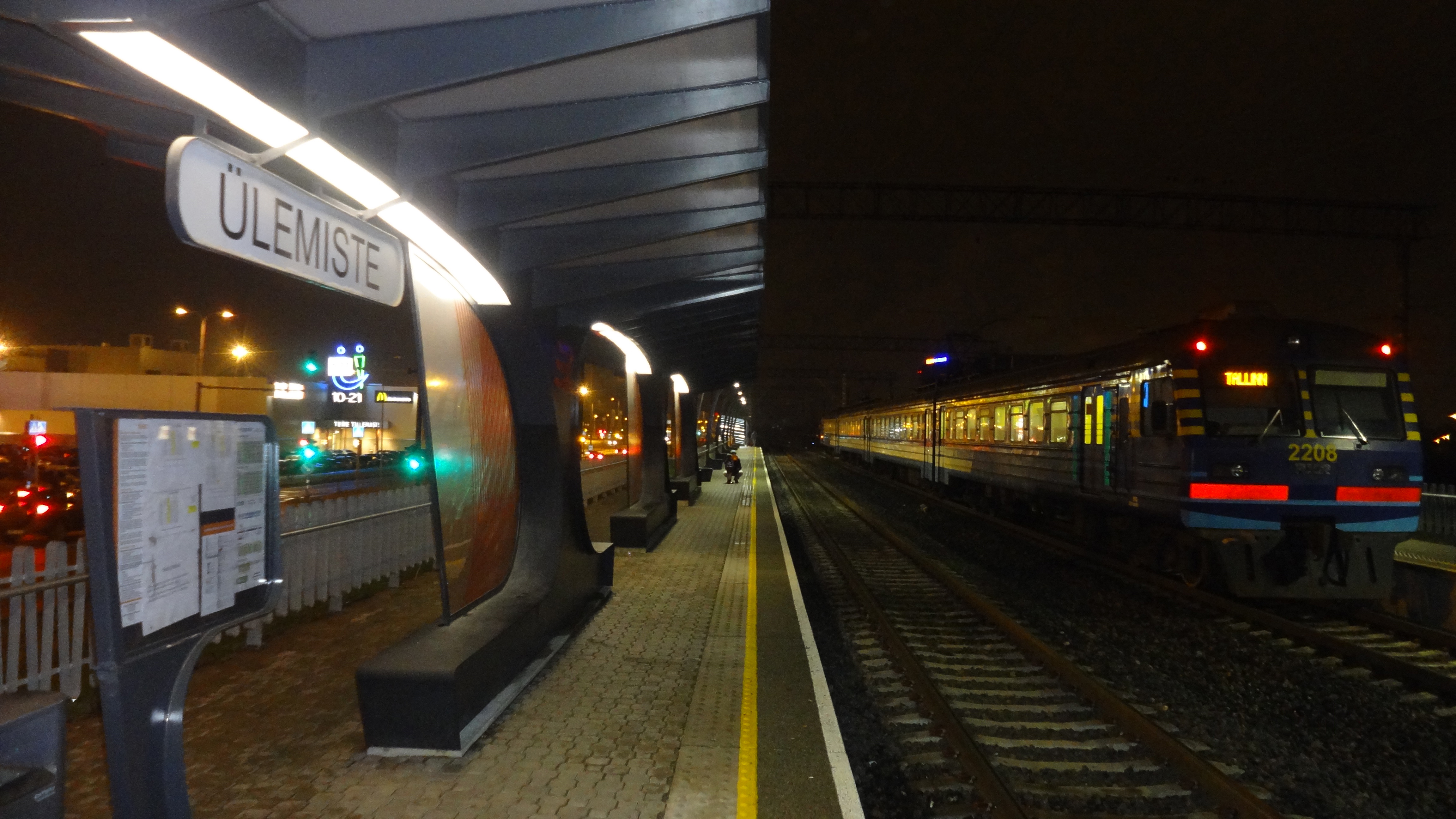
Електричка на залізничній станції Юлемісте
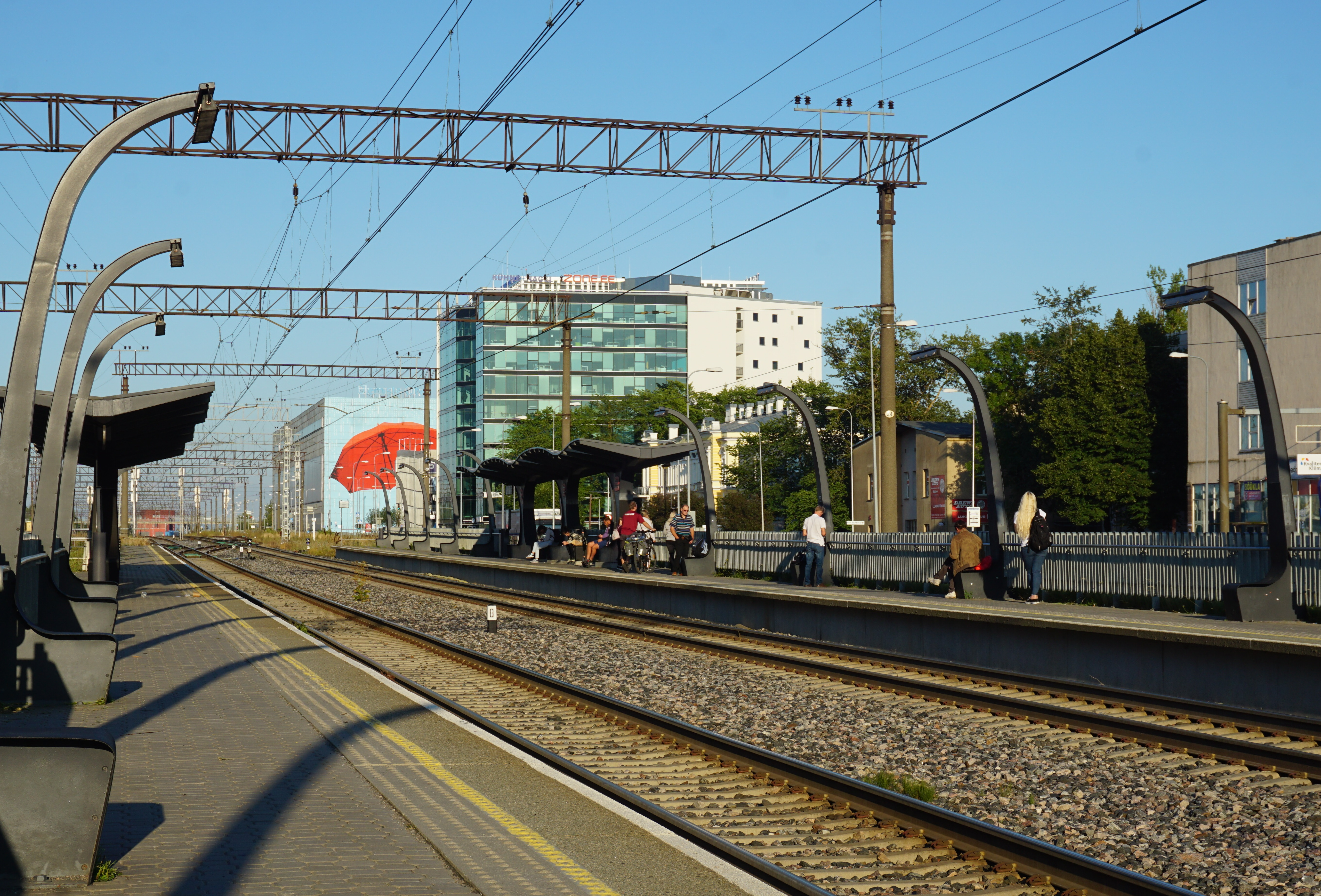
Залізнична зупинка Ülemiste у 2020 році